# 三菱銀行本店 (建築物)
本項では、三菱銀行およびその後身である三菱UFJ銀行の本店（銀行建築）について記載する。

## 沿革
1919年8月に発足した三菱銀行は、その前身である第百十九国立銀行が本店を置いた東京府東京市麹町区八重洲町一丁目1番地（現・東京都千代田区丸の内二丁目6番2号）の三菱東9号館（三菱旧1号館）に本店を構えた。
その後、江戸期には松平伊豆守の屋敷があった、同町二丁目3番地（後の麹町区丸ノ内二丁目5番地1、東京都千代田区丸の内二丁目7番1号）の地所において、三菱合資会社銀行部時代の1916年5月12日に基礎工事に入り、建築中であった2代目本店が1922年3月31日竣功した。これによって、三菱銀行は4月18日に落成式を挙行し、5月1日に本店を移転した。さらに業容の拡大を踏まえ、1934年7月1日より新館の増築に着手し、1937年3月31日に全工程が竣工した。

### 戦後
戦後、銀行業務の質や量の変化、拡大する中において、1937年に竣工の2代目本店ではその必要機能を満たし得なくなり、また耐久上の欠陥も判明した。このため三菱銀行は、新本店の建設計画に着手。1977年4月から旧館・新館の解体に入り、11月に工事が着工。1980年7月14日に竣工し、3代目本店は供用を開始した。
1996年4月、三菱銀行が東京銀行を吸収合併して東京三菱銀行、2006年1月には、同行がUFJ銀行を吸収合併して三菱東京UFJ銀行（2018年4月、三菱UFJ銀行に商号変更）がそれぞれ発足した。行名は変わったが、3代目本店は移ろうことなく銀行本店として今日まで使用されている。なお、3代目本店は三菱UFJフィナンシャル・グループの発足以来の本社でもあるが、前身の三菱東京フィナンシャル・グループは丸の内ビルディング（2代目）に本社を置いていた。
MUFG本館建設へ
2021年4月、三菱UFJ銀行頭取となった半沢淳一は本店を建て替え、現在は分散している三菱UFJフィナンシャルグループ各社（三菱UFJ信託銀行、三菱UFJモルガン・スタンレー証券など）の本社機能を一つの建物に集約する構想を明らかにし、2023年2月には現在の本店を「MUFG本館」として建て替えることが決まった。これに伴い、2024年7月には現在の本店での営業を終了し、MUFG本社と三菱UFJ銀行本店は三菱UFJ信託銀行本店ビルに仮移転する予定となっている。
2024年3月15日、「MUFG本館」の概要が公開された。地上28階・地下4階建てで、延床面積は約172,000平方メートル。2029年竣工予定で、6階から26階までをMUFGのオフィスとするほか、屋上にはテラスが設けられ、地下には一般来訪者が利用可能な飲食店舗なども設けられる。
建設関連資金はグリーンファイナンスでの調達を目指し、設計は三菱地所設計が担当する。
2025年1月6日、MUFG本館建設に伴い三菱UFJ銀行本店ビルの解体工事が開始された。

## 建築概要

### 2代目本店
2代目本店旧館は、銀行発展の基礎は何よりも信用の保持、向上にあることから堅牢、壮麗なことを第一条件とし、またその設計に際しては、三菱合資会社地所部（三菱地所）の桜井小太郎らを米国に派遣して、ニューヨーク、ボストン、シカゴにおける有名な建物、例えばナショナル・シティ・バンク、シカゴ第一銀行などを視察した。建物は地下室付地上4階建て。延床面積は9,672.73平方メートル。工事費は3,800,000円であった。
増築された新館は、旧営業所の北側部分に接続した地下1階地上5階建て。近世復興式で外壁は全部花崗岩で舗装され、正面玄関には大円柱8本が並立し、地上から扶壁上端まで73尺（22.119m）に及ぶ堂々たる建築だった。工事費は5,227,000円。設計は、旧館同様三菱合資会社地所部。

### 3代目本店
1972年7月、三菱銀行は常務会において、2代目本店を取り壊し、新本店ビルを建設することを決定した。新本店は当初、1977年度下期の完成を予定して準備に入ったが、折からの列島改造ブームに伴う狂乱物価の発生で厳しい建築投資規制が実施されたため、着工延期のやむなきに至った。その後、1973年暮の第1次石油危機を契機に、日本経済は未曾有の不況に陥ることになり、むしろ景気浮揚のためにも設備投資の振興が叫ばれる情勢となった。こうした状況を受け、完成を1980年の創業百周年に間に合わせることを基本に、1976年5月の常務会で工事開始を決め、8月の取締役会において本店建設が正式に決定されている。
新本店は、本店営業部門を収容する地下3階地上5階建ての低層棟と、本部機構を収容する地下5階地上24階建ての高層棟からなり、敷地面積は10,808.80平方メートルにして高さは110メートル、構造は鉄骨構造並びに一部鉄骨鉄筋コンクリート構造である。正面玄関前には広さ約2,650平方メートルの緑豊かなプラザが設けられた。低層棟は本店営業部室として、ワンフロア面積が約1,450平方メートルに及ぶ柱のない大空間が確保され、高層棟では、面積約3,300平方メートルの東西両側にコア部分をはさんで約1,100平方メートルの柱のない大部屋事務スペースを配置。将来の本部機構の変更にも弾力的な対応ができる構造がとられた。両棟ともファサードの彫りの深さを充分にとり、形の上で建物（2代目本店）との連続性を求め、光と影のリズムによって、端正で明るく、静かな建物を表現した。また2代目本店旧館の一部も新本店ビルに活かされ、旧本館役員会議室と喫煙室が高層棟24階に復元され、イオニア式桂頭が前庭に据えられ、ブロンズレリーフ扉は正面玄関に残された。
1982年、第23回BCS賞受賞。
2025年1月6日、先述のMUFG本館建設に伴い解体工事が開始された。

## ギャラリー

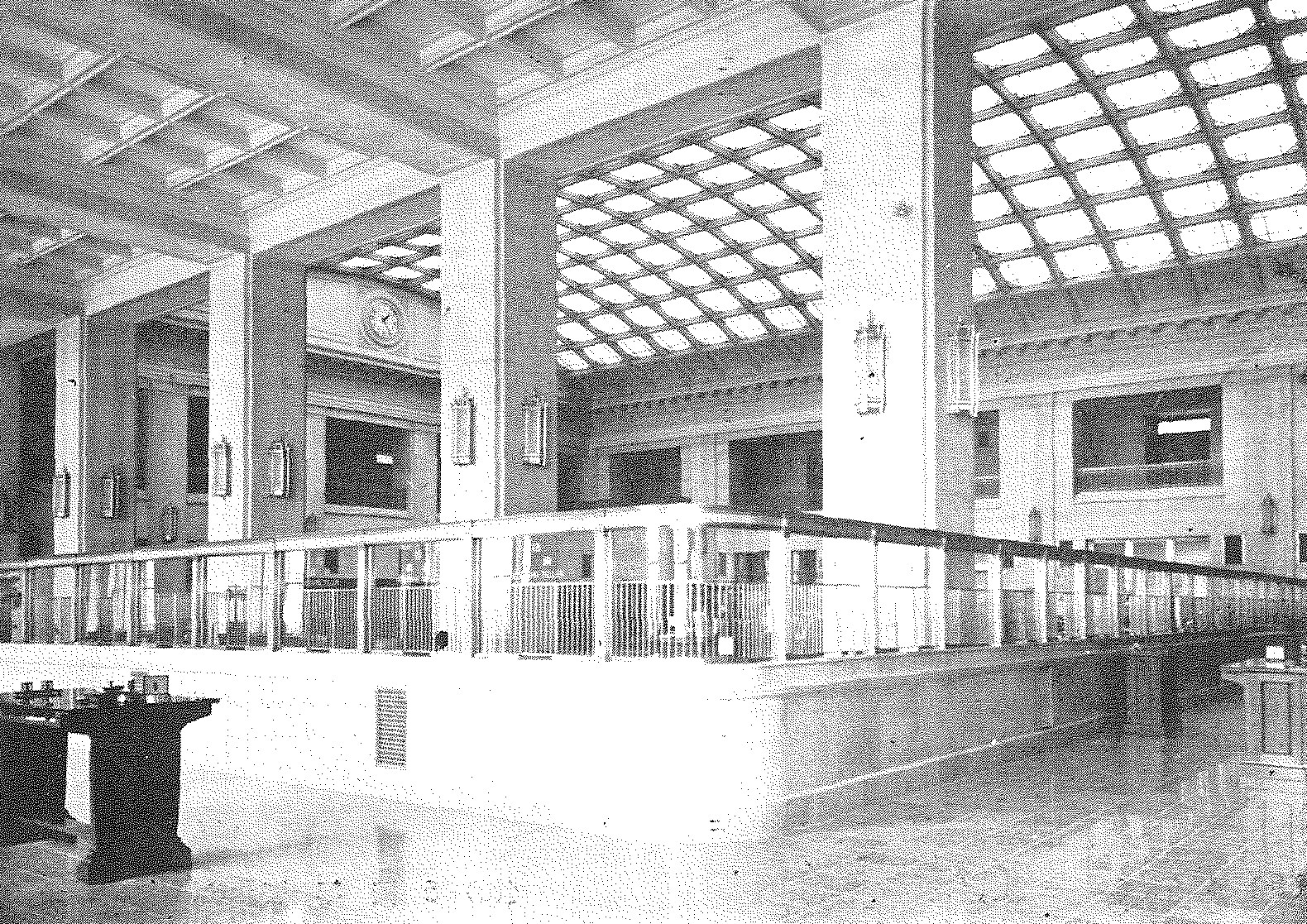
2代目本店新館営業室。